# Charles H. Adams
Charles Henry Adams (22 de abril de 1859 - 5 de junio de 1952) fue un periodista y político estadounidense, que representó al Distrito 31 de Middlesex en la Cámara de Representantes de Massachusetts de 1900 a 1903, y se desempeñó como alcalde de Melrose, Massachusetts entre 1915 y 1921.
Adams fue el editor del Melrose Journal y subdirector comercial de The Boston Advertiser y The Boston Evening Record.